# Luc Abalo
Luc Kangny Abalo (* 6. září 1984 Ivry-sur-Seine) je francouzský házenkář. Měří 182 cm a váží 80 kg, hraje na pravém křídle.
Jeho rodiče pocházejí z Toga. Začínal roku 1998 v klubu US Ivry HB, s nímž v roce 2007 vyhrál LNH Division 1 a byl vyhlášen nejlepším ligovým hráčem. Roku 2008 přestoupil do španělského BM Ciudad Real, kde se stal v letech 2009 a 2010 mistrem Španělska, v roce 2009 vyhrál Ligu mistrů EHF a v letech 2010 a 2012 mistrovství světa klubů v házené. V letech 2012 až 2020 působil v Paris Saint-Germain Handball, sedmkrát se stal mistrem Francie a třikrát vyhrál národní pohár. S klubem Elverum Handball získal v roce 2021 norský titul. Od roku 2021 působí v japonském týmu Zeekstar Tokyo.
Ve francouzské házenkářské reprezentaci v letech 2005 až 2021 odehrál 262 zápasů a vstřelil 805 branek. Vyhrál letní olympijské hry v letech 2008, 2012 a 2020, mistrovství světa v házené mužů 2009, 2011 a 2017 a mistrovství Evropy v házené mužů v letech 2006, 2010 a 2014. Na evropských šampionátech v letech 2010 a 2014 byl zařazen do ideálního týmu turnaje. Po olympiádě v Tokiu oznámil odchod z reprezentace.
Byl mu udělen Řád čestné legie a Národní řád za zásluhy.
Věnuje se také designu, mj. navrhl propagační nátepníky pro kandidaturu Paříže na Letní olympijské hry 2024.